# 池島ゆたか
池島 ゆたか（いけじま ゆたか、1948年3月30日 - ）は、日本の俳優、元AV男優、映画監督、映画プロデューサー。

## 来歴
東京都生まれ。早稲田大学文学部在学中に「天井桟敷 (劇団)」に参加し舞台俳優として活動。1981年（昭和56年）に映画デビュー。滝田洋二郎、稲尾実、細山智明、実相寺昭雄などの監督作品、主としてピンク映画を中心に活躍。その後AV男優を経て、1991年（平成3年）にピンク映画『ザ・ONANIEレズ』で監督デビュー。ロスアンゼルスで開催されたBOOBS & BLOOD INTERNATIONAL FILM FESTIVAL(「おっぱいと血の国際映画祭」)にて、クエンティン・タランティーノ、ロジャー・コーマン等と共に、International Lifetime Achievement Awards（国際特別功労賞）を受賞した。
映像活動の一方で原点の舞台活動も忘れておらず、自身の劇団「劇団セメントマッチ」を設立して自主公演を行っていた。
2012年からは芸能事務所「月の石」に所属しており、一般知名度が上がるきっかけになった。
もともと映画監督を志望しており、俳優活動は映画作りを学ぶための一環だった。持論は『日本で一番カネにならない仕事が映画監督』。

## 主な作品

### 監督
- 1991年
  - ザ・ONANIE　レズ
- 1992年
  - ハードレズ　本番（秘）奴隷 （エクセス・フィルム）
  - 剃毛緊縛魔
  - ザ・裏本番　生いじり
  - 団地妻　不倫つまみ喰い
  - ハードレズ　本番舌技
- 1993年
  - 新人OL　婦人科検診
  - 裏本番　嗅ぐ 　エクセス
  - 本番実技 - 裂けちゃう -
  - ゲイのおもちゃ箱
  - 痴漢電車　指師で開きます！
  - 女子大生　後から突き上げて
  - 絶頂onanie　もっと強く
- 1994年
  - 本番下半身
  - 本番（秘）夫婦生活
  - どスケベ姉さん - ハメ狂い
  - どスケベ家政婦 - 下半身拭い -
  - 痴漢電車　むりやり開く！
  - 生撮り本番　ハードバイブレズ
  - 本番丸出し下半身
- 1995年
  - ミステイク
  - 人妻逆ナンパ
  - 痴漢電車　痴漢のテクニック
  - 色情女子便所　したたる!
  - 咥える人妻たち
- 1996年
  - 喪服妻　責めなぶり 　オフィスバロウズ
  - 危なく愛して　LOVE ME DAGNER
  - わいせつ秘書　肉体ご奉仕
  - 濃密舌技　めくりあげる
  - コギャル・コマダム・人妻・美熟女　淫乱謝肉祭
  - SM教師　教え子に縛られて
  - 好色女類図鑑　美味しい人妻たち
- 1997年
  - 東京SEXゾーン　乱交！カップル喫茶 (V)
  - 美人秘書　パンストを剥ぐ
  - 淫行家族　義母と女房の妹
  - 巨乳・美乳・淫乳　〜揉みくらべ〜
  - 目隠しレイプ　人妻性態調査
- 1998年
  - こんな、ふたり
  - 薄毛の色情女
  - 超いんらん　姉妹どんぶり
  - ONANIE一家　－バイブ蕾責め－
  - 花嫁バイブ淫行　えぐる
  - セールスレディ　肉体訪問販売 (V)
  - 性悪女　茂みのぬくもり
  - ザ・痴漢教師2　脱がされた制服
  - 痴情報道　悦辱肉しびれ
  - ワイセツ教師　〜校長の陰謀〜（新東宝映画）
- 1999年
  - ぼくとダディーのこと
  - 欲しがる愛人、求める人妻
  - 巨乳秘書　パンストの湿り
  - 痴漢電車　開いて濡らす
  - ザ・痴漢教師3　制服の匂い （新東宝映画）
  - 魅惑の令嬢　Gの快感
  - 不倫女医の舌技カルテ
- 2000年
  - 援交コギャル　おじ様に溺れて
  - ふりむけば君がいて
  - 性奴の宿　うごめく女尻
  - 変態ハレンチ学園　危ない教室
  - 奥様　ひそかな悦び
  - ロリ色の生下着
  - マンズ・マンズ・ワールド
- 2001年
  - 痴漢電車　みだらメス発情
  - ザ・痴漢教師4　制服を汚せ
  - 女ざかり、SEX満開
  - おんな35才　熟れた腰使い
  - 好き者家族　バイブで慰め
  - 女ざかり　官能熟女 (V)
  - サド姉妹　ぬめる舌先
- 2002年
  - OL性告白　燃えつきた情事
  - 危険な情事　人妻援助交際 (V)
  - 芸能（裏）情事　熟肉の感触
  - 猥褻ストーカー　暗闇で抱いて！
  - 欲情牝　乱れしぶき
  - デリヘル嬢　絹肌のうるおい
  - 恋する男たち
- 2003年
  - ノーパン秘書　悶絶社長室 （新東宝映画）
  - 熱い肉体、濡れた一夜
  - ノーパン秘書2　悶絶大股開き
  - 牝猫　くびれ腰
  - 不倫妻の淫らな午後
  - 痴漢電車　誘惑のよがり声
- 2004年
  - 豊乳願望　悩殺パイズリ締め
  - 淫乱なる一族　第一章　痴人たちの戯れ
  - 淫乱なる一族　第二章　絶倫の果てに
  - 欲求不満な女たち　すけべ三昧
  - 人妻タクシー　巨乳に乗り込め
  - 愛のラビリンス
  - 黒下着の好きもの女医
- 2005年
  - 負け犬OL 毎日が発情期
  - 人妻を濡らす蛇 SM至極編
  - 肉体秘書 パンスト濡らして
  - 襦袢を濡らす蛇 SM開拓編
  - タイムマシーン（Webシネマ）
- 2006年
  - 痴漢電車 濡れ初めは夢心地
  - ホスト狂い 渇かない密汁
  - 弁護士の秘書 奥出しでイカせて
  - 熟女・人妻狩り
  - 昭和エロ浪漫 生娘の恥じらい
  - 乱れ三姉妹 うねる萌え尻
- 2007年
  - 痴女教師 またがり飲む
  - 奪う女 中出しの誘惑
  - 続・昭和エロ浪漫 一夜のよろめき
  - 奏愛のクロスロード
  - 性欲診察 白衣のままで
  - 婚前乱交 花嫁は牝になる
- 2008年
  - 萌え痴女 またがりハメ放題
  - 親友の妻 密会の黒下着
  - 未亡人民宿 美熟乳しっぽり
  - 超いんらん やればやるほどいい気持ち
  - 半熟売春 糸ひく愛汁
- 2009年
  - 人妻痴情 しとやかな性交
  - 痴漢温泉 みだら湯覗き旅
  - 不倫ファミリー 昼から生飲み
  - エッチな襦袢 濡れ狂う太もも
- 2010年
  - 性愛婦人 淫夢にまみれて
  - 未亡人銭湯 おっぱいの時間ですよ!
  - 異常体験 いじくり変態汁
  - 欲望の酒場 濡れ匂う色おんな
- 2011年
  - 愛いろいろ -lovely family-
  - 淫虐令嬢 吸いつく舌
  - いんび快楽館 感じて
  - その男、エロにつき アデュ〜! 久保新二伝
- 2012年
  - 婚前OL不埒に濡れて
  - ホテトル譲 悦楽とろけ乳
  - 人妻娼婦 もっと恥ずかしめて
- 2013年
  - エッチな体温白衣みだれ抜き（2013年2月15日公開）
  - 熟女の色香　豊潤な恥蜜（2013年5月公開）
  - 変態夫婦　とろける寝室（2013年11月公開）
- 2014年
  - 紅い発情　魔性の香り（2014年4月4日公開）
  - 官能エロ実話　ハメられた人妻（2014年10月10日公開）
  - おやじ男優Z（2014年10月25日公開）
- 2015年
  - 恋するオヤジ　ビンビンなお留守番（2015年10月23日公開）

## 出演
- 1984年
  - 愛獣　熱く凌す
- 1985年
  - 歌舞伎町番外地　ラスト・ONANIE
  - 痴漢通勤バス
  - 団地妻　尻奴隷
  - 痴漢と離婚妻
- 1986年
  - コミック雑誌なんかいらない!
  - 地獄のローパー、緊縛・SM・18才（片岡修二監督）
  - ザ・マニア 快感生体実験 - 尾田和夫 役
  - はみ出しスクール水着 - 宗源寺理事長 役
  - タイム・アバンチュール 絶頂5秒前
- 1987年
  - 愛しのハーフ・ムーン
- 1988年
  - 木村家の人びと
  - SEXYダイナマイト　マドンナのしずく
  - 愛人妻　あぶない情事
- 1990年
  - 病院へ行こう
  - ウルトラQ ザ・ムービー 星の伝説
- 1991年
  - ボディコンハンター
  - 本番調教師　SM飼育
  - ザ・夫婦交換　欲しがる妻たち
  - 女秘書の生下着　剥ぎとる
  - 未亡人変態地獄
  - ハイミス本番　艶やかな媚態
  - 盗撮レポート　陰写！
  - 人妻VS風俗ギャル　ザ・性感帯
  - 悶絶OL　異常な前戯
- 1992年
  - ハードレズ　本番（秘）奴隷
  - 緊縛逆さ吊り
  - ほんとうの空色
  - 性感治療　白衣のわななき
  - 人間拷問　三段責め
  - いんらん家族　花嫁は発情期
  - ラブホテル・リポート　蜜の部屋
  - SM集団?責め
  - 痴漢電車　巨乳がいっぱい
- 1993年
  - 喪服妻　剃毛縄奴隷
  - 平成の歩き方　第二巻　愛と青春のパコパコ
  - シネマHOMOパラダイス
  - 人妻・不倫・不倫・不倫 - 兵頭六輔　役
  - 新人OL　婦人科検診
  - 裏本番　嗅ぐ
  - 本番実技 - 裂けちゃう -
  - ワイセツ隠し撮り　夫婦の寝室
  - ゲイのおもちゃ箱
  - いんらん家族　若妻・絶倫・熟女
  - 人妻不倫　濡れ濡れ
  - 痴漢電車　エッチな下半身
  - 絶頂onanieもっと強く
  - 人妻本番　昼下りの不倫
- 1994年
  - 人妻変態美容師
  - ザ・ペッティング　吸って咬む
  - 痴漢電車OL篇　車内恋愛
  - 女子大生　集団ONANIE
  - 本番（秘）夫婦生活
  - どスケベ姉さん - ハメ狂い -
  - 黄昏に燃えて - あるハッテンバ神話　－
  - どスケベ家政婦 - 下半身拭い　－
  - 七人の熟女　淫乱
  - 超いんらん家族　性欲全開
  - 熟女ペッティング　とろける
- 1995年
  - お天気お姉さん
  - ミステイク
  - 痴漢電車　人妻の肌ざわり
  - 人妻逆ナンパ
  - 痴漢電車　痴漢のテクニック
  - 使用済み下着
  - 色情女子便所　したたる！
  - 痴漢電車　夫婦で痴漢
  - 咥える人妻たち
- 1996年
  - 0105は男の番号
  - 喪服妻　責めなぶり
  - 濃密舌技　めくりあげる
  - コギャル・コマダム・人妻・美熟女　淫乱謝肉祭
  - 喪服妻奥義　－腰ば乃＂の字で－
- 1997年
  - 好色くノ一忍法帖　ヴァージン・スナイパー　美少女妖魔伝 - 蛇口一角 役
  - 未亡人下宿　熱い喘ぎ
  - スケベすぎる女ども
  - 変態熟女　裏わざ表わざ
  - デザイア　Desire
  - 巨乳・美乳・淫乳　〜揉みくらべ〜
  - 好色エロ女房
  - 暴行の実録　泣き叫ぶ女たち
- 1998年
  - 薄毛の色情女
  - いんらん旅館　濡れ濡れ若い女将
  - 花嫁バイブ淫行　えぐる
- 1999年
  - ぼくとダディーのこと
- 2000年
  - 援交コギャル　おじ様に溺れて
  - OL金曜日の情事
  - 痴漢電車　ナマ足けいれん
  - 性奴の宿　うごめく女尻
  - 愛、その旅立ち
- 2001年
  - ザ・痴漢教師4　制服を汚せ
  - 女ざかり、SEX満開
  - もっこりSEXY BOYS
  - 未亡人旅館3　女将の濡れたしげみ
- 2002年
  - 芸能（裏）情事　熟肉の感触
  - 優しすぎる獣　思いはあなただけ2
  - 欲情牝　乱れしぶき
  - キミニ惚レテル
- 2003年
  - 熱い肉体、濡れた一夜
  - 美人保健婦　覗かれた医務室
  - ノーパン秘書2　悶絶大股開き
  - 不倫妻の淫らな午後
  - 痴漢電車　誘惑のよがり声
- 2004年
  - ピンクリボン
  - 欲求不満な女たち　すけべ三昧
  - 愛のラビリンス
- 2012年
  - 人妻の恥臭　ぬめる股ぐら（荒木太郎監督）
  - 熟妻と愛人　絶妙すけべ舌（後藤大輔監督）
- 2013年
  - 痴漢電車　夢指の熱い調べ（田中康文監督）
  - アスペルガーレイヴ（遠藤一平監督） - ヤクザ組長・新藤役
  - ami？amie？つきあってね〜よ！（岩崎友彦監督） - 老テツ役
  - しゅら-縄の姉妹‐（2023年5月、TOHJIRO（伊藤智生）監督） - 鏑木満 役